# 劉祥 (弘治進士)
劉祥（1469年—？），字持慶，江西吉安府安福縣人，儒籍，明朝政治人物。

## 生平
弘治五年（1492年）壬子科江西鄉試第十七名舉人。弘治九年（1496年）中式丙辰科會試第三十七名，二甲第四十五名進士。历官刑部郎中，正德四年（1509年）正月改任监察御史，五年出任淮安府知府，七年九月以事謫戍贵州平越卫。

## 家族
曾祖劉瑚；祖父劉鈞；父劉組，義官。母伍氏。具庆下。兄劉禥，弟劉初、劉祴、劉禔、劉袠、劉襲、劉裳。